# 優美細花介
優美細花介（学名：Leptocythere gracilis）为細花介科細花介屬下的一个种。其种加词来源于拉丁文“gracilis”，意为“纤细的”。